# Прекрасні й приречені
«Прекрасні й приречені» (англ. The Beautiful and Damned) — роман американського письменника Ф. Скотта Фіцджеральда 1922 року. Події роману розгортаються в Нью-Йорку й зосереджені на історії молодого художника Ентоні Патча та його дружину-флеперку Глорію Гілберт, які стають «розбитими на мілинах розпусти», розважаючись на зорі гедоністичної доби джазу. Як другий роман Фіцджеральда, твір зосереджується на розбещеній поведінці та блискучих надмірностях американських заможних нероб у часи розквіту нью-йоркського кафе-соціуму.
Фіцджеральд змоделював персонаж Ентоні Патча на собі та Глорії Гілберт на своїй новоспеченій дружині Зельді Фіцджеральд. У романі побічно розповідається про перші роки бурхливого шлюбу Фіцджеральда після стрімкого успіху дебютного роману автора «По цей бік раю». Під час їхнього весілля в 1920 році Фіцджеральд стверджував, що ні він, ні Зельда не любили одне одного, і перші роки їхнього шлюбу в Нью-Йорку нагадували дружбу.
Розмірковуючи над попередньою критикою роману «По цей бік раю», Фіцджеральд прагнув удосконалити форму та побудову своєї прози в «Прекрасних і приречених» і взагалі наважитися на новий жанр літератури. Він переглянув свій другий роман на основі редакційних пропозицій свого друга Едмунда Вілсона та редактора Макса Перкінса. Переглядаючи рукопис, Перкінс високо оцінив помітну еволюцію літературної майстерності Фіцджеральда.
Наприкінці 1921 року журнал Metropolitan видав книгу «Прекрасні й приречені», а видання Чарльз Скрібнерз санс опублікували книгу в березні 1922 року. Скрібнерз зробили початковий наклад у 20 000 примірників. Незважаючи на те, що книга не входить до десятки найбільш продаваних романів року, книга мала достатній попит, щоб обґрунтувати додатковий наклад у 50 000 примірників. Незважаючи на значні продажі, критики вважають твір одним із найслабших романів Фіцджеральда. В останнє десятиліття свого життя Фіцджеральд у листі до дружини зауважив про недостатню якість роману: «Я хотів би, щоб «Прекрасні й приречені» були зріло написаною книгою, тому що в ній все було правдою. Ми зруйнували себе — я ніколи щиро не вважав, що ми зруйнували один одного».

## Короткий зміст сюжету
У 1913 році Ентоні Патч — 25-річний випускник Гарвардського університету, який нещодавно повернувся з Риму і на той час проживав у Нью-Йорку. Він є ймовірним спадкоємцем величезних статків свого вмираючого діда. Через свого друга Річарда «Діка» Карамела Ентоні знайомиться з Глорією Гілберт, красивою флеперкою та «дитям джазу», яка є двоюрідною сестрою Діка. Ентоні починає залицятися до неї. Пара стрімко закохується, а Глорія екстатично вигукує: «Мати каже, що дві душі іноді створюються разом — і вони закохані ще до народження». Після бурхливого залицяння Ентоні та Глорія одружуються.
Перші три роки спільного подружнього життя Ентоні і Глорія присягаються дотримуватися «чудової позиції не зважати… на те, що вони вирішили зробити, і на те, які наслідки це принесло. Не шкодувати, не зронити жодного крику жалю, жити згідно з чітким кодексом честі по відношенню один до одного і шукати миттєвого щастя настільки палко і наполегливо, наскільки це можливо». На тлі егоїстичного ставлення один до одного подружнє щастя Глорії та Ентоні випаровується. Як тільки закоханість подружжя згасає, вони починають бачити, що їхні розбіжності приносять більше шкоди, ніж користі, а також обманюють одне одного нездійсненними надіями. З часом розчароване подружжя стає гедоністичним і цинічним розпусником.
Коли дідусь Ентоні дізнається про розсіяність Ентоні, він позбавляє його спадщини. Під час Першої світової війни Ентоні служить в американських експедиційних силах, а Глорія до його повернення залишається вдома одна. Під час навчання в армії Ентоні має позашлюбний зв'язок із Дот Рейкрофт, жінкою з півдня нижчого класу. Після того, як у листопаді 1918 року союзні держави підписали перемир'я з Німеччиною, Ентоні повертається до Нью-Йорка та возз'єднується з Глорією. Коли боротьба за спадщину діда завершується, Ентоні виграє її, але тепер він став безнадійним алкоголіком, а його дружина втратила свою красу. Зараз подружжя заможне, але емоційно спустошене й фізично виснажене.
Зрештою Ентоні Патч, повторюючи слова свого діда, описує своє успадковане багатство як наслідок свого характеру, а не просто обставин: «Лише кілька місяців тому люди переконували його здатися, підкоритися посередності… Але він знав, що має право на свій спосіб життя — і твердо стояв на своєму… „Я їм показав…“. Це був важкий бій, але я не здався і вистояв!»

## Головні персонажі

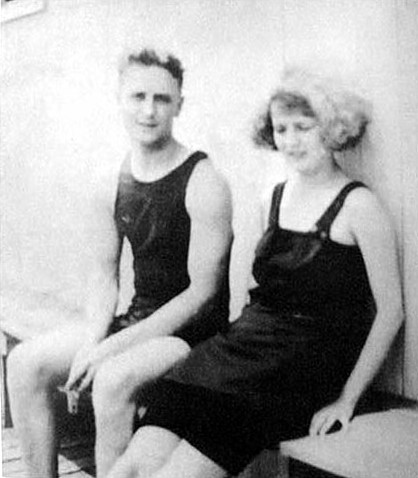
Френсіс Скотт Фіцджеральд і його дружина Зельда Сейр на пляжі в 1922 році.

- Ентоні Патч – випускник Гарварду та невиправний нероба, який є спадкоємцем великого стану свого діда.[20] Він неамбітний і немотивований для роботи, навіть коли він пробує себе в різних сферах.[20] Він захоплений красою Глорії Гілберт і відразу закохується в неї. Його мобілізують до армії Сполучених Штатів, але війна закінчується до того, як його відправляють за океан.[20] Протягом усього роману він компенсує відсутність покликання вечірками та вкоріненим алкоголізмом. Його очікування майбутнього багатства роблять його безсилим діяти в теперішньому, залишаючи його зрештою з порожніми стосунками.
- Глорія Гілберт – красива флейперка та «дитям джазу» з Канзас-Сіті, на якій одружується Ентоні.[2][20] Її марнотратність прискорює його моральний занепад.[22][20] Самозакохана, її самооцінка ґрунтується на власній красі та віри в те, що ця якість робить її важливішою за всіх інших. Фіцджеральд за основу персонажа взяв свою дружину Зельду.[23] Фіцджеральд написав листа своїй доньці Скотті, в якому окреслив відмінності між Глорією та Зельдою: «Глорія була набагато тривіальнішою та вульгарнішою людиною, ніж твоя мати. Я не можу сказати, що між нами була якась схожість, окрім краси та певних висловів, які вона використовувала, а також я, природно, використовував багато непрямих подій нашого раннього подружнього життя. Однак наголоси були зовсім іншими. Нам було набагато краще, ніж Ентоні та Глорії».[16]
- Річард «Дік» Карамель – письменник-початківець, який є одним із найкращих друзів Ентоні та двоюрідним братом Глорії.[24] Саме він зводить разом Ентоні та Глорію.[24] Під час написання книги він публікує свій роман «Коханець демонів» і зазнає сумнівної слави протягом тривалого часу після публікації.
- Джозеф Блокман – кінопродюсер єврейського походження, який закоханий у Глорію і сподівається, що вона покине Ентоні заради нього.[25] У Глорії та Блокмана зав'язалися стосунки, коли Глорія зустріла Ентоні. Він продовжує дружити з Глорією, і через це Ентоні починає підозрювати її в зраді.
- Дороті «Дот» Рейкрофт – південна жінка нижчого класу, з якою Ентоні зав'язує роман під час навчання в армії.[26] Вона — загублена душа, яка шукає когось, з ким можна розділити своє життя. Вона закохується в Ентоні, незважаючи на те, що дізнається, що він одружений, що спричиняє проблеми між Глорією та Ентоні, і прискорює погіршення психічного здоров'я Ентоні.

## Написання та виробництво

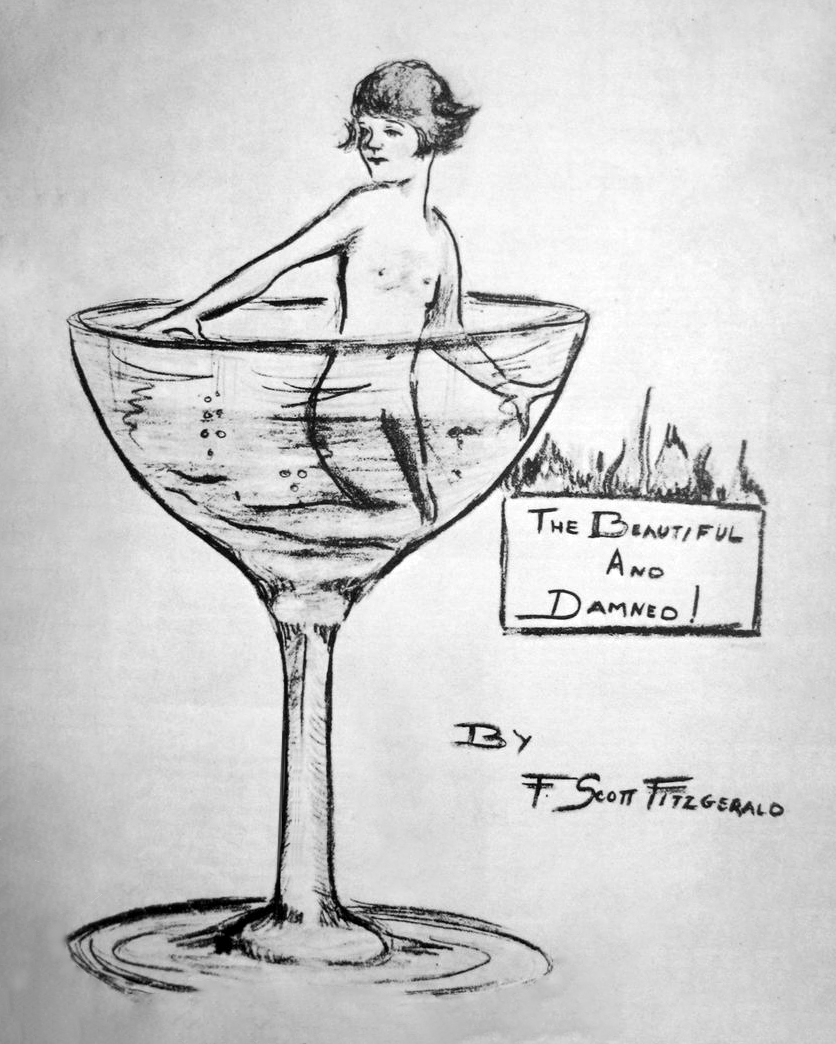
Ескіз Зельди Фіцджеральд, у якому вона представила суперобкладинку для роману свого чоловіка. Натомість для суперобкладинки видавець використав ілюстрацію WE Hill.

Після успіху свого дебютного роману «По цей бік раю» у березні 1920 року Ф. Скотт Фіцджеральд став відомим письменником. Його нова слава дозволила йому заробляти набагато вищі ставки за свої оповідання, а його збільшені фінансові перспективи переконали його наречену Зельду Сейр взяти з ним шлюб, оскільки тепер Фіцджеральд міг платити за її привілейований спосіб життя. Незважаючи на те, що Фіцджеральд знову заручився, його почуття до Зельди впали до найнижчого рівня, і він зауважив другові: «Мені було б байдуже, якби вона померла, але я не міг би, щоб хтось інший одружився з нею». Незважаючи на взаємні застереження, вони одружилися на простій церемонії 3 квітня 1920 року в соборі Святого Патріка в Нью-Йорку. Під час їхнього весілля Фіцджеральд стверджував, що ні він, ні Зельда досі не любили одне одного, і перші роки їхнього невтішного шлюбу нагадували дружбу.
Проживаючи в розкоші в готелі «Білтмор» у Нью-Йорку, новоспечена пара стала національною знаменитістю як завдяки своїй дикій поведінці, так і завдяки успіху роману Фіцджеральда. У «Білтморі» Скотт робив стійки на руках у вестибюлі, а Зельда сповзала з поручнів готелю. Через кілька тижнів адміністрація готелю попросила їх піти, оскільки вони заважали іншим гостям. Пара переїхала за два квартали до готелю «Комодоре» на 42-й вулиці, де вони півгодини крутилися в дверях, що обертаються. Фіцджеральд порівняв їхню поведінку підлітків у Нью-Йорку з двома «маленькими дітьми у великому яскравому недослідженому сараї». Письменниця Дороті Паркер вперше зустріла пару, яка їхала на даху таксі. «Вони обоє справді виглядали так, ніби щойно зійшли з сонця, — згадував Паркер, — їх молодість була вражаючою. Усі хотіли його зустріти».
Ефемерне щастя Фіцджеральда віддзеркалювало суспільне запаморочення епохи джазу, термін, який він популяризував у своїх есе та оповіданнях. Він описав епоху як «мчання самотужки, обслуговане великими заправними станціями, повними грошей». В очах письменника ця епоха являла собою морально вседозволений час, коли американці розчарувалися в панівних соціальних нормах і були одержимі самозадоволенням. У цю гедоністичну епоху алкоголь — часто контрабандний джин — підживлював соціальне життя Фіцджеральдів, і пара вживала суміш джину з фруктами під час кожної прогулянки. Публічно вживання алкоголю означало не більше, ніж подрімати на вечірках, але приватно це призводило до запеклих сварок. У міру загострення сварок пара звинуватила один одного в подружній зраді. Вони зазначили друзям, що їхній шлюб довго не триватиме.
У серпні 1920 року, перебуваючи у Вестпорті, штат Коннектикут, Фіцджеральд почав працювати над своїм другим романом. Роман мав кілька робочих назв, таких як «Прекрасна леді без милосердя» та «Політ ракети». 12 серпня письменник описав сюжет роману Чарльзу Скрібнеру як такий, що зосереджується на житті митця, якому бракує творчого натхнення і який, одружившись на красивій жінці, «розбитий на мілинах розсіювання». Його дружина Зельда перервала Фіцджеральда написання роману, наполягаючи на тому, щоб вони повернулися на Глибокий Південь, оскільки «вона пропустила персики та печиво на сніданок». Після екскурсії в Монтгомері, штат Алабама, пара повернулася до Вестпорту, де Фіцджеральд продовжив роботу над своїм романом. Поки письменник працював над своїм другим романом, у лютому 1921 року його дружина Зельда завагітніла, і пара почала планувати поїздку за кордон до Європи.

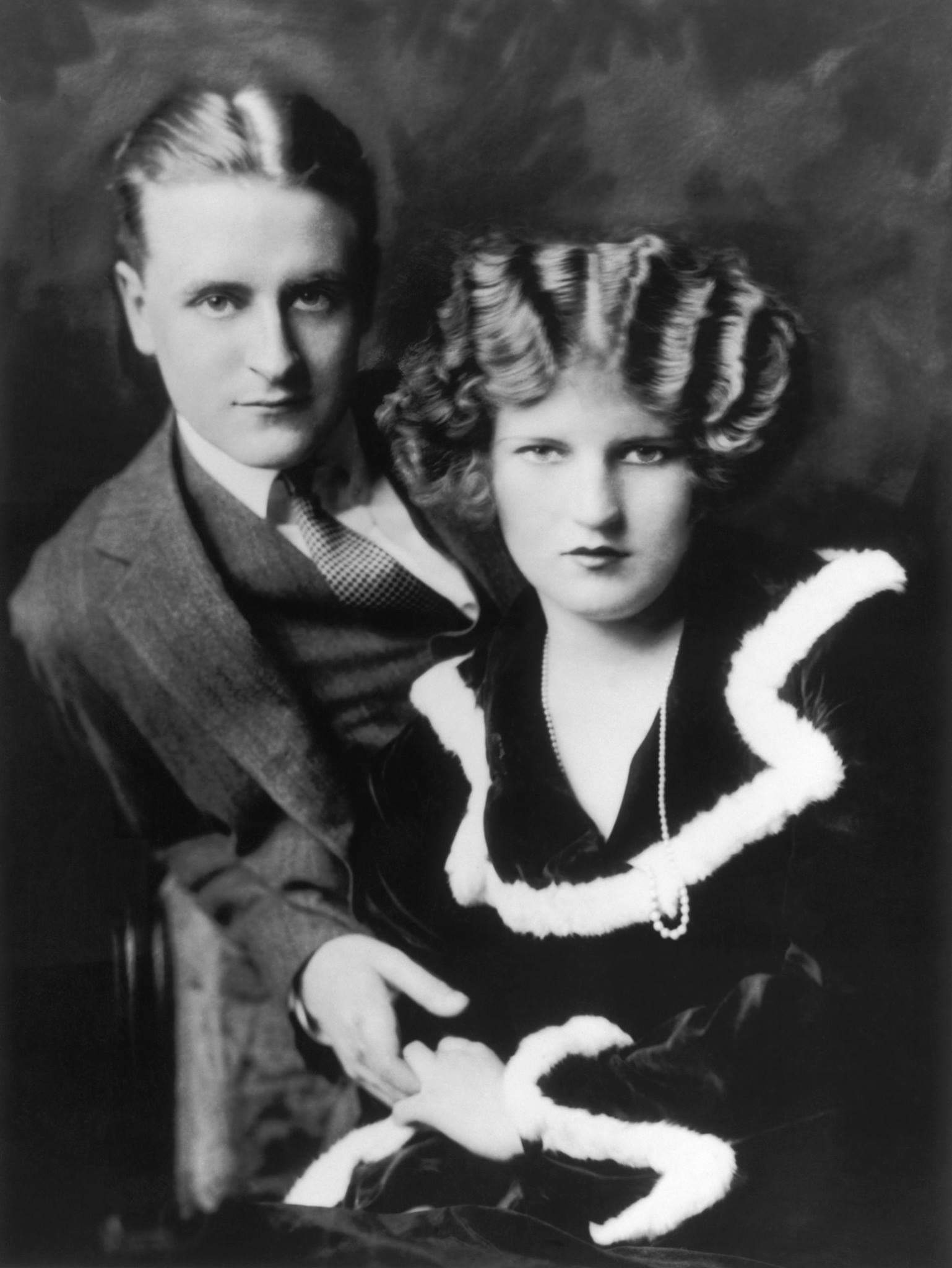
Портрет Скотта і Зельди, художник Альфред Чейні Джонстон, 1923 рік

Протягом зими та весни 1921–22 років Фіцджеральд писав і переписував різні чернетки «Прекрасних й приречеених». Він моделював розбещених персонажів Ентоні Патча на собі, а Глорії — на, за його словами, холодному егоїзмі своєї дружини. У романі побіжно розповідається про перші роки бурхливого шлюбу Фіцджеральда після стрімкого успіху першого роману автора «По цей бік раю». Автор розділив роботу перед публікацією на три основні частини: «Приємна абсурдність речей», «Романтична гіркота речей» та «Іронічна трагедія речей». У остаточному книжковому вигляді роман складається з «книг» без назви по три розділи кожна.
Переваривши критику свого дебютного роману «По цей бік раю», Фіцджеральд прагнув удосконалити форму та побудову своєї прози та взагалі наважитися на новий жанр художньої літератури. Він переглянув «Прекрасних й приречеених» на основі редакційних пропозицій свого друга Едмунда Вілсона та редактора Макса Перкінса. Переглядаючи рукопис, Перкінс високо оцінив помітний розвиток літературної майстерності Фіцджеральда. Автор присвятив роман англо-ірландському письменнику Шейну Леслі, драматичному критику Джорджу Джин Натану та своєму редактору Перкінсу «на знак вдячності за велику літературну допомогу та заохочення».
Завершуючи роботу над романом, Фіцджеральд подорожував зі своєю дружиною до Європи, а його агент Гарольд Обер продав права на серіалізацію «Прекрасних й приречеених» журналу Metropolitan за 7000 доларів. Metropolitan видав розділи з вересня 1921 р. по березень 1922 р. Незадовго до публікації роману в книжковій формі видавництвом Чарльз Скрібнерз санс Зельда Фіцджеральд зробила ескіз, у якому вона передбачила суперобкладинку для роману свого чоловіка. На її ескізі була зображена оголена хлоперка, що сидить у келиху для коктейлю. Натомість видавець для суперобкладинки використав ілюстрацію WE Hill. 4 березня 1922 року Скрібнерз опублікувало книгу початковим тиражем приблизно 20 000 примірників,, а «Прекрасні й приречені» розійшлася досить добре, щоб вимагати додаткових накладів, які досягли 50 000 примірників.

## Критичний прийом
—Едмунд Вілсон, Literary Spotlight, 1924
У своєму другому романі «Прекрасні й приречені» Ф. Скотт Фіцджеральд відкинув атрибути колегіальних ділових романів, які були втілені в його попередньому романі «По цей бік раю», і створив «іронічно-песимістичний» роман більше в стилі літературного реалізму Томаса Гарді. Сподіваючись на безтурботну легкість «По цей бік раю», невпинний песимізм його другого роману здивував кількох критиків і викликав багато коментарів. Критик Луїза Філд з The New York Times стверджувала, що «Прекрасні й приречені» показали Фіцджеральда талановитим, але надто песимістичним. Критик Фенні Батчер також нарікала, що Фіцджеральд проміняв п'янке запаморочення «По цей бік раю» на гнітючу похмурість, що пронизує «гіркий шлак реальності».
Після публікації його другого роману проникливіші критики помітили еволюцію в майстерності прози та структури Фіцджеральда. У той час як «По цей бік раю» відрізнялися невитонченою прозою та хаотичною структурою, «Прекрасні й приречені» продемонстрували вищу форму та конструкцію, а також пробуджену літературну свідомість. Пол Розенфельд зазначив, що певні уривки у другому романі Фіцджеральда не поступаються Девіду Герберту Лоуренсу за своєю майстерністю. Відзначаючи покращену прозу та структурну майстерність Фіцджеральда, критик Генрі Менкен писав у своїй рецензії у The Smart Set: «У ньому є сто ознак серйозної мети та безсумнівної майстерності. Навіть у його недоліках є докази наполегливих прагнень. Фіцджеральд перестає бути вундеркіндом і починає досягати своєї зрілості».
Хоча деякі критики схвалювали покращення прози та структури в порівнянні з «По цей бік раю», інші вважали «Прекрасні й приречені» менш новаторським. На відміну від схвальних відгуків «По цей бік раю» як пульсуючому оригінальністю, Фенні Батчер вважала «Прекрасних й приречених» більш звичайним твором. Бутчер побоювалася, що «у 1920 році на Фіцджеральда чекало блискуче майбутнє», але «якщо він не зробить щось краще… це буде позаду в 1923 році».
На відміну від розчарування Батчера, критики Джон В. А. Вівер і Г. Л. Менкен визнали, що значне вдосконалення літературної форми та конструкції між першим і другим романами Фіцджеральда передвіщало великі перспективи для його майбутнього. Вівер передбачив, що, коли Фіцджеральд стане кращим письменником, його стануть вважати одним із найвидатніших авторів американської літератури, а Менкен очікував, що Фіцджеральд значно покращиться з його третьою роботою.
Понад століття потому багато дослідників Фіцджеральда зазвичай вважають «Прекрасних й приречених» одним із слабших романів Фіцджеральда. В останнє десятиліття свого життя Фіцджеральд погоджувався з якістю роману в листі до своєї дружини Зельди: «Я хотів би, щоб „Прекрасні й приречені“ були зріло написаною книгою, тому що в ній все було правдою. Ми зруйнували себе — я ніколи чесно не думав, що ми зруйнували один одного».

## Критичний аналіз
Критики проаналізували «Прекрасні й приречені» як казку про мораль, роздуми про кохання, гроші та занепад, а також як соціальний документальний фільм. Такий аналіз часто зосереджується на надмірній зосередженості персонажів на минулому — фіксації, яка має тенденцію поглинати їх у сьогоденні. Тема заглиблення в минуле продовжується в багатьох наступних творах Фіцджеральда, можливо, найкраще підсумована в останньому рядку його роману 1925 року «Великий Гетсбі»: «Тож ми пливемо далі, човни проти течії, невпинно повертаючись у минуле», яке викарбувано на спільному з Зельдою надгробку Фіцджеральда в Меріленді.
За словами дослідника Фіцджеральда Джеймса Л. В. Веста III, «Прекрасні й приречені» стосуються питання «покликання»: «Що робити з собою, коли немає чим зайнятися?» За словами Веста, «Фітцджеральд застосовував питання про покликання здебільшого до своїх персонажів-чоловіків, але він бачив, що жінки теж потребують значущих ролей у житті». Фіцджеральд представляє Глорію як жінку, чиє покликання полягає лише в тому, щоб зловити чоловіка. Після одруження з Ентоні єдиним покликанням Глорії стає розкіш і бездіяльність, а єдиним покликанням її чоловіка — очікування на спадок, під час якого він занурюється в депресію та алкоголізм.

## Рекламний трюк

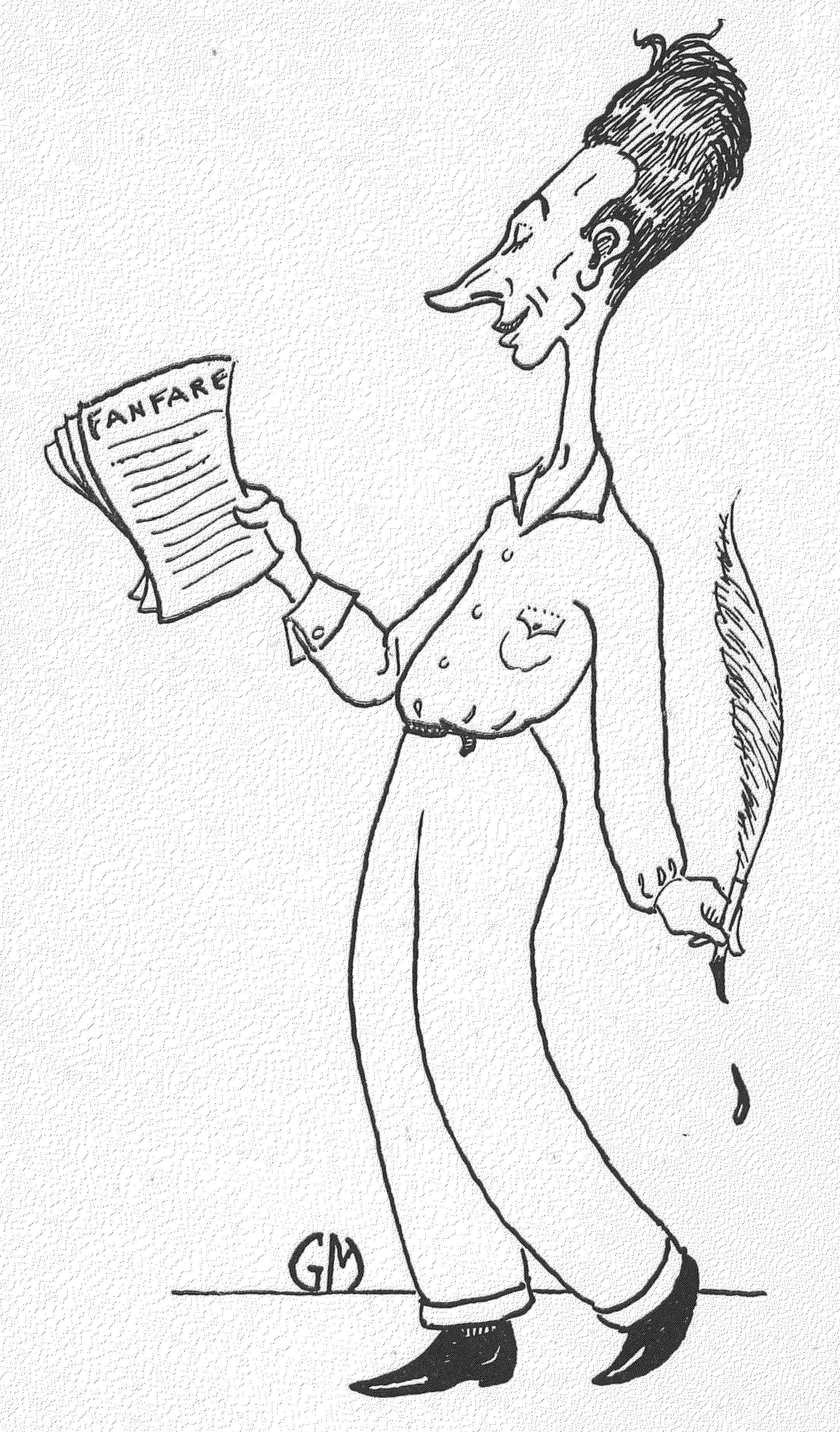
Карикатура на гумориста Бертона Раско

У квітні 1922 року, через місяць після публікації «Прекрасних й приречених», друг Скотта, гуморист Бертон Раско, запропонував його дружині Зельді Фіцджеральд як рекламний хід написати сатиричний огляд книги для The New York Tribune. Незважаючи на те, що Зельда ретельно вичитувала чернетки роману, Раско доручив Зельді вдавати, що вона читає роман уперше, і навмисне вставити сенсаційну фразу «тут і там», щоб викликати багато коментарів і збільшити продажі.
За інструкціями Раско, Зельда назвала свій сатиричний огляд «Останнє від друга чоловіка» і, зображуючи себе як «жадібну та егоцентричну» дружину Скотта, Зельда пожартувала, що сподівається, що роман її чоловіка матиме популярність серед читачів, оскільки «у магазині на 42-гій вулиці є наймиліша золота сукня всього за 300 доларів». У тій же жартівливій рецензії Зельда написала — частково жартома — що «на одній сторінці я впізнала частину мого старого щоденника… а також уривки листів, які, хоч і значно відредаговані, здалися мені смутно знайомими. Насправді, містер Фіцджеральд — здається, саме так він пише своє ім'я — здається, вважає, що плагіат починається вдома».
Як наслідок рекламного трюку Раско, багато десятиліть після смерті Зельди виникли припущення, що вона була співавторкою роману Скотта, але більшість дослідників Фіцджеральда погоджуються, що немає жодних доказів на підтримку цього твердження. Хоча Фіцджеральд використав «одну сторінку» її щоденника та «уривки» її листів з дозволу Зельди для «Прекрасних й приречених», вчений Метью Дж. Брукколі стверджує, що «жодна зі збережених рукописів Фіцджеральда не показує її руку», і Зельда ніколи не стверджувала, що брала участь у написанні роману. «Фіцджеральд дійсно використовував уривки її щоденника та листів, — погоджується вчений Мері Джо Тейт, — але вона не була його співавторкою».

## Адаптації

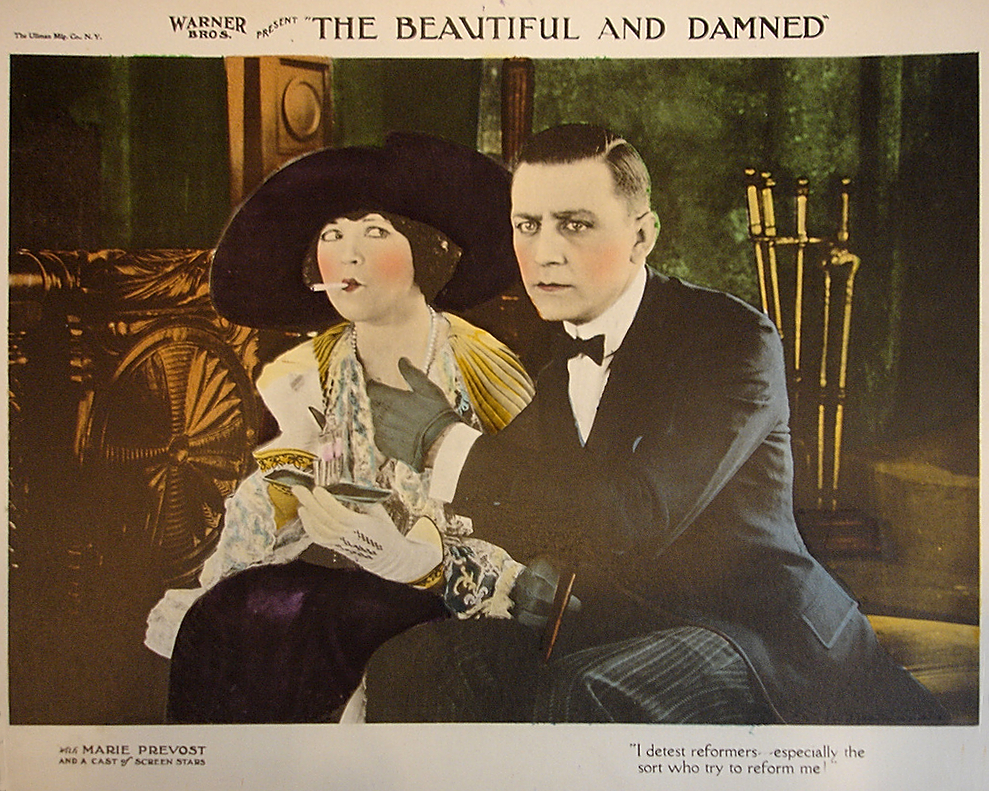
Кіноплакат для екранізації 1922 року, нині втраченого фільму.

У екранізації 1922 року режисером Вільямом А. Сейтером знялися Кеннет Гарлан у ролі Ентоні Патча та Марі Прево у ролі Глорії. Фільм добре зібрався в прокаті, а критика сприйняла його загалом прихильно. Ф. Скотту Фіцджеральду фільм не сподобався, і він написав другу: «Це, безумовно, найгірший фільм, який я коли-небудь бачив у своєму житті — дешевий, вульгарний, погано побудований і неякісний. Нам було дуже соромно за нього».

## Українське видання
В Україні книгу «Прекрасні й приречені» видало видавництво Фоліо у 2018 році. Переклад українською мовою здійснила Оксана Казанівська.

### Уточнення
1. ↑  За часів її юності заможна південна родина Зельди Сейр наймала домашню прислугу, багато з якої були афроамериканцями.[30] Вона не звикла до хатньої праці чи будь-яких обов'язків.[31][32]
2. ↑  Mizener, 1951, с. 138, стверджує, що роман був опублікований 3 березня, тоді як Bruccoli, 1981, с. 163, і Tate, 1998, с. 14, стверджують, що роман вийшов друком 4 березня.

### Цитовані твори
- Ankerich, Michael G. (2010). Dangerous Curves Atop Hollywood Heels: The Lives, Careers, and Misfortunes of 14 Hard-Luck Girls of the Silent Screen. Albany, Georgia: BearManor Media. ISBN 978-1-59393-605-1 — через Google Books.
- Berg, A. Scott (1978). Max Perkins: Editor of Genius. New York: Simon & Schuster. ISBN 0-671-82719-7 — через Internet Archive.
- Buller, Richard (2005). F. Scott Fitzgerald, Lois Moran, and the Mystery of Mariposa Street. The F. Scott Fitzgerald Review. University Park, Pennsylvania: Penn State University Press. 4: 3—19. doi:10.1111/j.1755-6333.2005.tb00013.x. JSTOR 41583088. Процитовано 12 грудня 2021.
- Butcher, Fanny (21 липня 1923). Fitzgerald and Leacock Write Two Funny Books. The Chicago Tribune (вид. Saturday). Chicago, Illinois. с. 7. Процитовано 8 грудня 2021 — через Newspapers.com.
- —————— (13 червня 1920). Tabloid Book Review. The Chicago Tribune (вид. Sunday). Chicago, Illinois. с. 33. Процитовано 8 грудня 2021 — через Newspapers.com.
- —————— (5 березня 1922). Tabloid Book Review. The Chicago Tribune (вид. Sunday). Chicago, Illinois. с. 109. Процитовано 8 грудня 2021 — через Newspapers.com.
- Bruccoli, Matthew J. (1981). Some Sort of Epic Grandeur: The Life of F. Scott Fitzgerald (вид. 1st). New York and London: Harcourt Brace Jovanovich. ISBN 0-15-183242-0 — через Internet Archive.
- ——————; Smith, Scottie Fitzgerald; Kerr, Joan P., ред. (2003) [1974]. The Romantic Egoists: A Pictorial Autobiography from the Scrapbooks and Albums of F. Scott and Zelda Fitzgerald. Columbia, South Carolina: University of South Carolina Press. с. 99. ISBN 1-57003-529-6 — через Google Books.
- Bryer, Jackson R., ред. (1978). F. Scott Fitzgerald: The Critical Reception. Burt Franklin & Co. ISBN 0-89102-111-6. LCCN 78-8268 — через Internet Archive.
- Eble, Kenneth E. (1963). F. Scott Fitzgerald. Boston, Massachusetts: Twayne Publishers. LCCN 63-10953 — через Internet Archive.
- Elias, Amy J. (Spring 1990). The Composition and Revision of Fitzgerald's 'The Beautiful and Damned'. The Princeton University Library Chronicle. Princeton, New Jersey. 51 (3): 245—66. doi:10.2307/26403800. JSTOR 26403800.
- Field, Louise (5 березня 1922). Latest Works of Fiction. The New York Times (вид. Sunday). New York City. Процитовано 1 травня 2022.
- Fitzgerald, F. Scott (1922). The Beautiful and Damned. New York: Charles Scribner's Sons — через Internet Archive.
- ———————— (1945). Wilson, Edmund (ред.). The Crack-Up. New York: New Directions. ISBN 0-8112-0051-5 — через Internet Archive.
- ———————— (July 1966) [January 1940]. Turnbull, Andrew (ред.). The Letters of F. Scott Fitzgerald. New York: Charles Scribner's Sons — через Internet Archive.
- Green, Penelope (19 квітня 2013). Beautiful and Damned. The New York Times (вид. Friday). New York City. Процитовано 18 серпня 2021.
- Hammond, Percy (5 травня 1922). Books. The New York Tribune (вид. Friday). New York City. с. 10. Процитовано 8 грудня 2021 — через Newspapers.com.
- Kazin, Alfred, ред. (1951). F. Scott Fitzgerald: The Man and His Work (вид. 1st). New York City: World Publishing Company — через Internet Archive.
- Mencken, H. L. (2 травня 1925). Fitzgerald, the Stylist, Challenges Fitzgerald, the Social Historian. The Evening Sun (вид. Saturday). Baltimore, Maryland. с. 9. Процитовано 8 грудня 2021 — через Newspapers.com.
- Milford, Nancy (1970). Zelda: A Biography. New York: Harper & Row. LCCN 66-20742 — через Internet Archive.
- Mizener, Arthur (1951). The Far Side of Paradise: A Biography of F. Scott Fitzgerald. Boston, Massachusetts: Houghton Mifflin — через Internet Archive.
- Meyers, Jeffrey (1994). Scott Fitzgerald: A Biography. New York: HarperCollins. ISBN 0-06-019036-1 — через Internet Archive.
- Perrill, Penelope (9 квітня 1922). Paris Guide Book Now Very Much Sought For. Dayton Daily News (вид. Sunday). Dayton, Ohio. с. 15. Процитовано 8 грудня 2021 — через Newspapers.com.
- Piper, Henry Dan (1965). F. Scott Fitzgerald: A Critical Portrait. New York: Holt, Rinehart, and Winston. LCCN 65-14435 — через Internet Archive.
- Stagg, Hunter (18 квітня 1925). Scott Fitzgerald's Latest Novel is Heralded As His Best. The Evening Sun (вид. Saturday). Baltimore, Maryland. с. 9. Процитовано 8 грудня 2021 — через Newspapers.com.
- Tate, Mary Jo (2007). Critical Companion to F. Scott Fitzgerald: A Literary Reference to His Life and Work. New York: Infobase Publishing. ISBN 978-1-4381-0845-2 — через Google Books.
- ————— (1998) [1997]. F. Scott Fitzgerald A to Z: The Essential Reference to His Life and Work. New York: Facts On File. ISBN 0-8160-3150-9 — через Internet Archive.
- The Screen: A Gay Cruze. The New York Times (вид. Monday). New York City. 11 грудня 1922. Процитовано 8 грудня 2021.
- Turnbull, Andrew (1962) [1954]. Scott Fitzgerald. New York: Charles Scribner's Sons. LCCN 62-9315. Процитовано 1 травня 2022 — через Internet Archive.
- Wagner-Martin, Linda (Summer 2004). Zelda Sayre, Belle. Southern Cultures. Chapel Hill, North Carolina: University of North Carolina Press. 10 (2): 19—49. doi:10.1353/scu.2004.0029. JSTOR 26390953. S2CID 143270051. Процитовано 12 грудня 2021.
- Weaver, John V. A. (4 березня 1922). Better Than 'This Side of Paradise'. The Brooklyn Daily Eagle (вид. Saturday). Brooklyn, New York. с. 3. Процитовано 8 грудня 2021 — через Newspapers.com.
- West, James L. W. III (2002). The Question of Vocation in This Side of Paradise and The Beautiful and Damned. У Prigozy, Ruth (ред.). The Cambridge Companion to F. Scott Fitzgerald. Cambridge, United Kingdom: Cambridge University Press. с. 48—56. ISBN 0-521-62447-9 — через Google Books.
- Wilson, Edmund (1952). The Shores of Light: A Literary Chronicle of the Twenties and Thirties. New York: Farrar, Straus, and Young — через Internet Archive.